# (64974) Savaria
(64974) Savaria est un astéroïde de la ceinture principale.

## Description
(64974) Savaria est un astéroïde de la ceinture principale. Il fut découvert le 11 janvier 2002 à Piszkesteto par Krisztián Sárneczky et Zsuzsanna Heiner. Il présente une orbite caractérisée par un demi-grand axe de 3,22 UA, une excentricité de 0,12 et une inclinaison de 2,1° par rapport à l'écliptique.

## Compléments